# بطولة الأمم الخمس 1925
بطولة الأمم الخمس 1925 (بالإنجليزية: 1925 Five Nations Championship)‏ هو الموسم 38 من بطولة الأمم الخمس. كان عدد الأندية المشاركة فيه 5، وفاز فيه منتخب إسكتلندا الوطني لاتحاد الرغبي.